# 徐勳 (宜賓)
徐勳（1782年5月11日—？），字績臣，號樹山，四川敘州府宜賓縣人，清朝政治人物。

## 生平
道光元年（1821年）辛巳恩科四川鄉試舉人，二年（1822年）壬午恩科三甲第七十五名進士。授河南上蔡縣知縣，倡修縣城城牆，增建學堂，政績卓異，縣民稱頌。任滿考績，調孟縣知縣，增修「學山」「河陽」兩書院，政績卓著。升湖北蘄州知州，在任四年，以年老不堪勝任，致仕歸里，優遊林下，卒於家。

## 家族
曾祖徐明誠；祖父徐琦；父徐春濯。兄徐煌。